# Chatra (símbolo)

Chatra.

Un chatra, chattra o chhatra (cingalés, en sánscrito छत्र, chatra, "sombrilla", "parasol") es un ashta mangala uno de los ocho símbolos de buen augurio de las religiones de la India como el hinduismo, el budismo, el jainismo o el sijismo.
Para la rama digambara del jainismo, es una sombrilla, un pequeño parasol para protegerse de las cosas malas que pueden venir del cielo. Es un refugio, una protección frente a las cosas dañinas que pueden afectarte. En otras religiones como el hinduismo y el budismo, también se utiliza el símbolo de la sombrilla. En el sijismo, encima del altar o de su libro sagrado, el Gurú Granth Sahib que está expuesto bajo un baldaquino llamado chanani que sirve como protección contra los peligros o malas vibraciones que puedan venir del cielo. También es una marca de respeto.
Para la mitología hindú, es el emblema de Varuna, también considerado como una expresión de poder, de realeza. Varias deidades están representadas con chatra, como Revanta, Surya y Visnú (en su avatar de Vamana). El chatra se encuentra entre los símbolos que se aproximan a la universalidad dentro de los numerosos conjuntos octavalentes del ashtamangala.
En la iconografía de la tradición dhármica, en los thangkas de la medicina tradicional tibetana y en los diagramas ayurvédicos, el chatra está representado uniformemente como Sahasrara.
También el chatra comparte un valor simbólico similar al baldaquino, con referencia a la imagen de Vishvakarman.

## Arquitectura

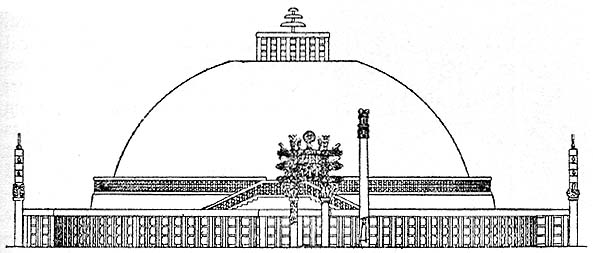
Esquema de la Gran Estupa de Sanchi, donde los tres chatras en disminución están posicionados en la parte superior.

El chatra puede simbolizar el poder,el prestigio o el carácter sagrado de una persona, objeto o lugar. Pero también es un elemento característico de la arquitectura budista, una especie de parasol que remata en número y tamaño variable la parte superior de la estupa, por encima de la cúpula y el harmika.
La verticalidad del conjunto de chatras se identifica con el eje del mundo y refuerza la idea de que aquello que está debajo es muy importante, como uno de los centros del universo al que le da una protección espiritual.

## Galería

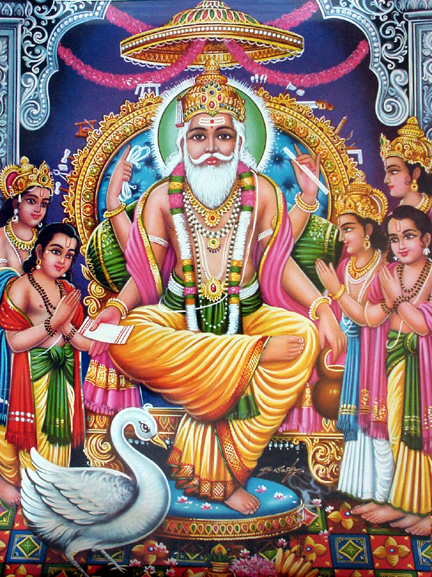
Chatra sobre Vishvakarman, divino arquitecto de los Vedas en una moderna representación hindú.
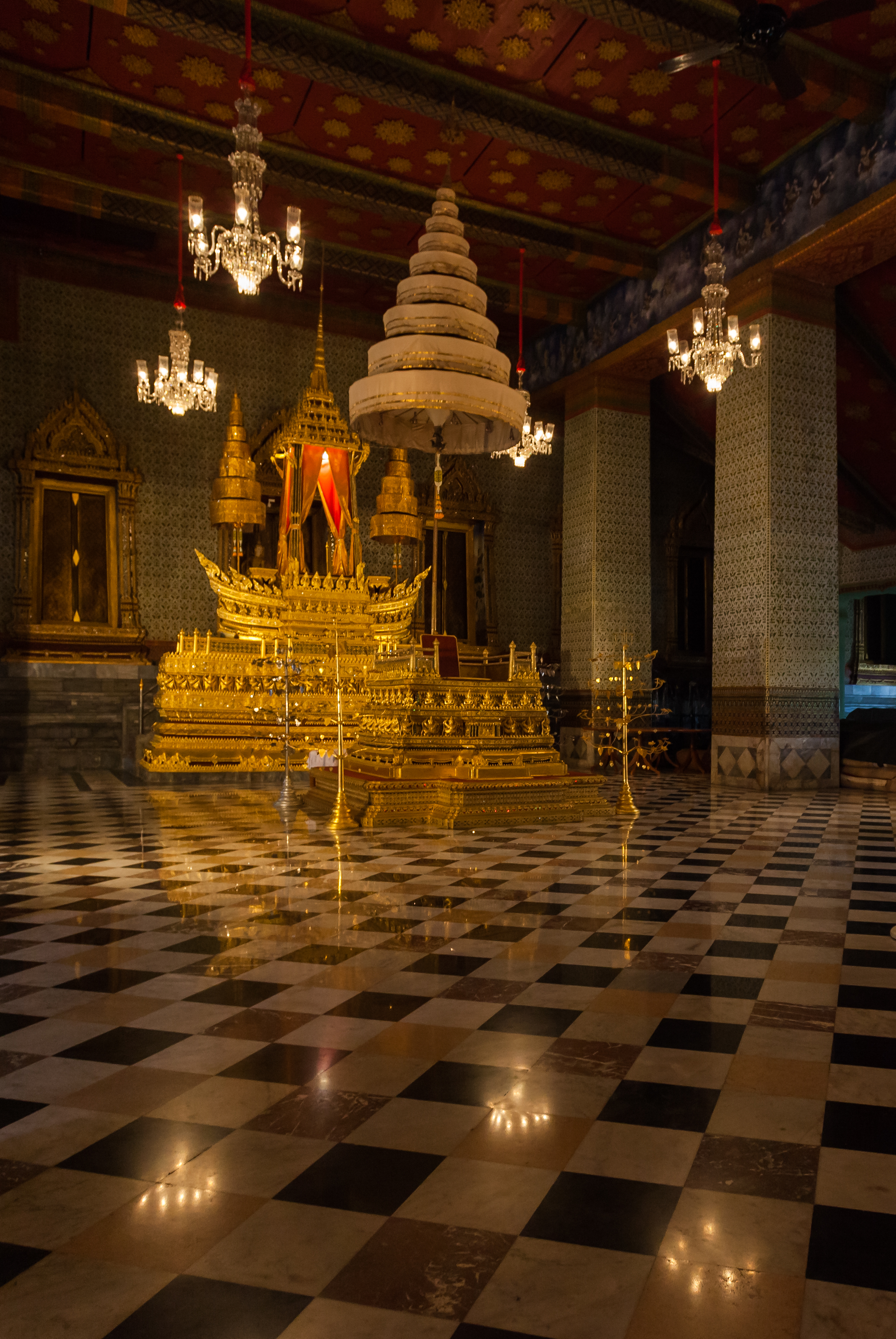
Chatra blanco asociado a un trono en una sala del Gran Palacio de Bangkok.
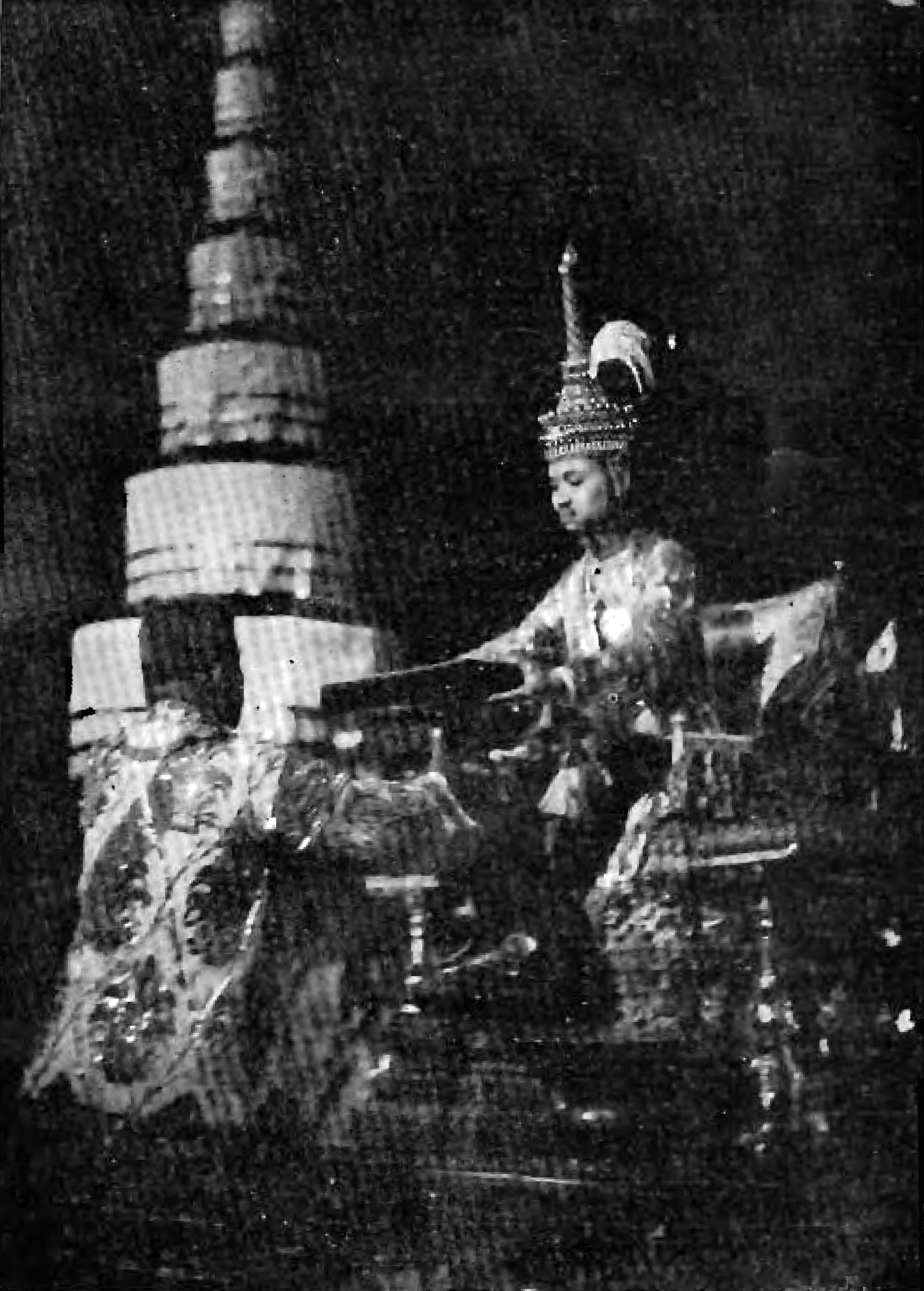
King Prajadhipok de Tailandia firma la Constitución en el Salón del Trono Ananta Samajom donde puede verse una larga chatra a su lado.
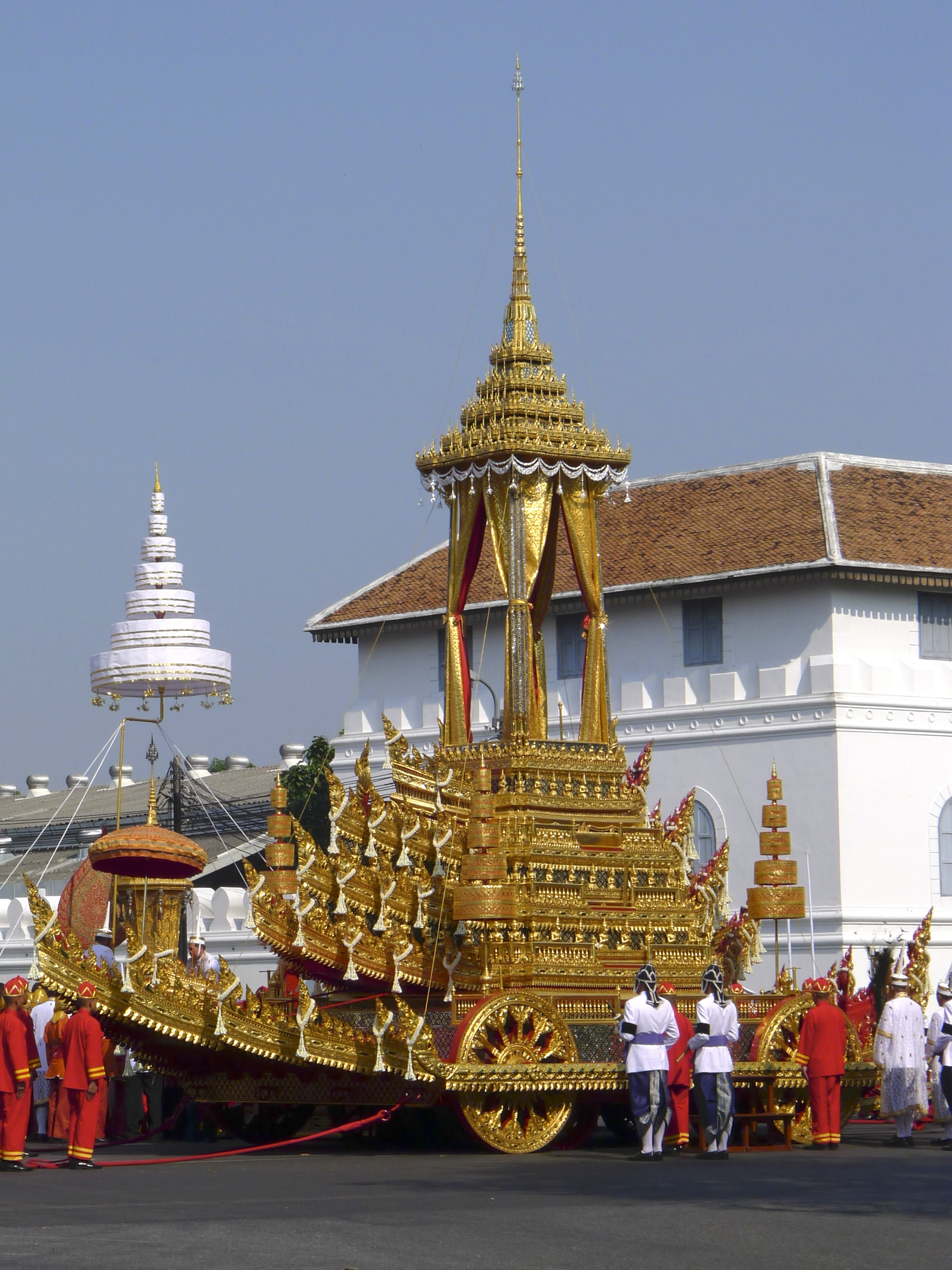
Un chatra blanco sobre la urna de la princesa Bejaratana Rajasuda de Tailandia.
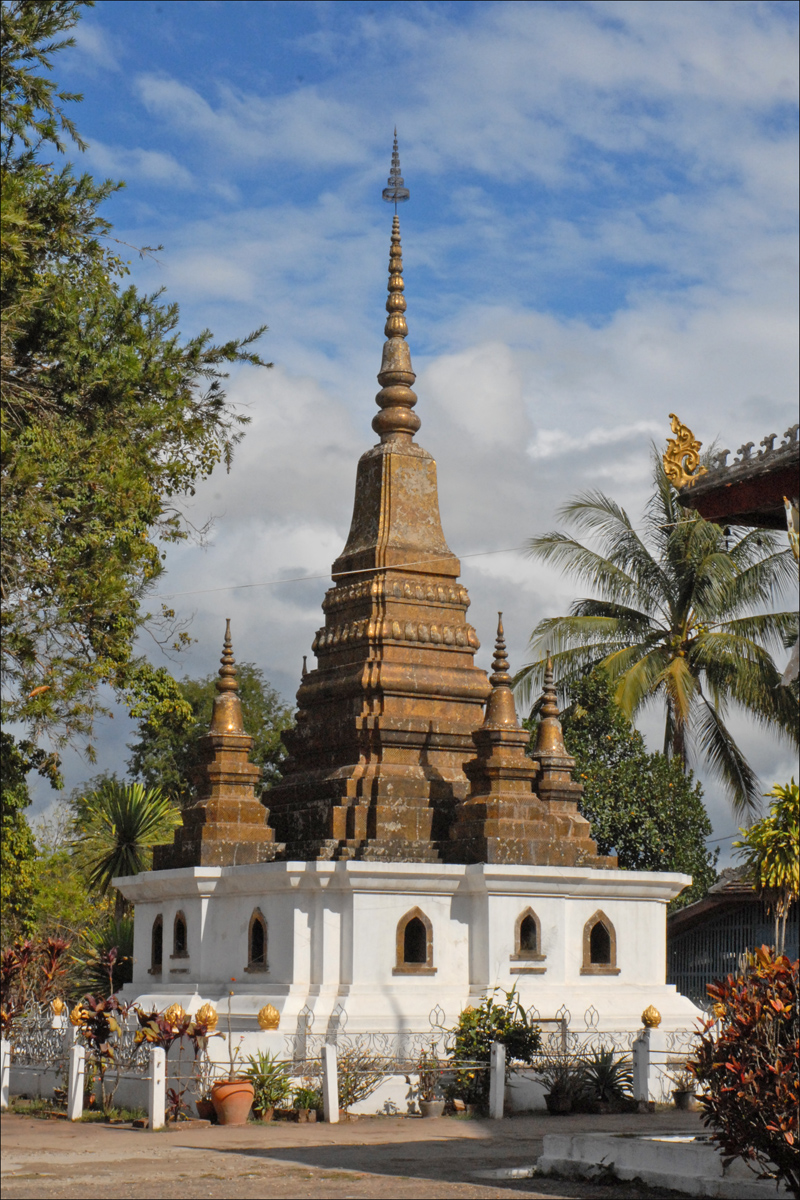
That Luang (Gran Estupa) de Luang Prabang (Laos), 1818.